# Aeroporto di Maribor-Orehova Vas
L'Aeroporto di Maribor-Orehova Vas (IATA: MBX, ICAO: LJMB), anche conosciuto come Aeroporto di Maribor-Edvard Rusjan (in sloveno: Letališče Edvarda Rusjana Maribor) è il secondo aeroporto per importanza della Slovenia. Sito nei pressi della località di Maribor, la seconda città del Paese, è intitolato, nella sua denominazione commerciale, all'italo-sloveno Edvard Rusjan, pioniere dell'aviazione.

## Storia
Fino a quando la Slovenia fece parte della Jugoslavia l'aeroporto fu servito con voli regolari dalla compagnia di bandiera JAT, collegandolo principalmente con Belgrado e la costa adriatica. In seguito venne utilizzato per voli regolari dalla Slovenian Spirit, compagnia aerea di proprietà della Styrian Spirit, che offriva voli regolari verso Parigi e Salisburgo fino al marzo del 2006, quando la capofila Styrian Spirit cessò l'attività a causa del fallimento.
L'8 marzo 2007 Ryanair annunciò la partenza di voli regolari verso lo scalo di Londra-Stansted dall'estate del 2007 tre volte la settimana: il servizio iniziò il 7 giugno ma terminò il 27 marzo 2008.
Durante l'estate 2015 la compagnia aerea di bandiera slovena Adria Airways operò un volo stagionale verso l'Aeroporto di Southend.
Dopo che la SHS Aviation, proprietaria della VLM Airlines, acquisì nel 2016 lo scalo, questo venne ampliato con la costruzione di un nuovo terminal passeggeri e l'allungamento della pista di volo. Nell'agosto 2017 la VLM Airlines, che già operava voli per alcune città europee dall'anno precedente, operò voli per Ragusa di Croazia e Spalato che durarono solo un paio di settimane. I voli regolari terminarono nei mesi successivi, che portarono al fallimento della VLM Airlines nel settembre 2018.
Fino ad oggi (maggio 2019) non vi sono stati più voli dall'aeroporto di Maribor, che viene utilizzato principalmente da alcune scuole di volo.

## Collegamenti con l'aerostazione
L'Aeroporto di Maribor è situato nei pressi della A1, principale arteria del Paese.

## Traffico
| 1990        | 85,000 | -     |
| 2004        | 6,215  | -     |
| 2005        | 16,046 | 158%  |
| 2006        | 12,452 | 22%   |
| 2007        | 25,000 | 101%  |
| 2008        | 17,000 | 32%   |
| 2009        | 5,000  | 70%   |
| 2010        | 9,000  | 80%   |
| 2011        | 6,000  | 33%   |
| 2012        | 6,500  | 8%    |
| 2013        | 14,065 | 116%  |
| 2014        | 17,568 | 25%   |
| 2015        | 24,886 | 42%   |
| 2016        | 8,890  | 64%   |
| 2017        | 6,000  | 32.5% |
| Fonte: Siol |        |       |